# Ambulyx borneensis
Ambulyx borneensis är en fjärilsart som beskrevs av Gehlen. 1940. Ambulyx borneensis ingår i släktet Ambulyx och familjen svärmare. Inga underarter finns listade i Catalogue of Life.